# Tranvia Chiasso-Riva San Vitale
La tranvia Chiasso-Riva San Vitale, nota anche come tranvia Mendrisiense, era una linea tranviaria interurbana che collegava i maggiori centri abitati del Mendrisiotto, da Chiasso a Riva San Vitale.

## Storia
Nel 1906 alcuni comuni del Mendrisiotto formarono un comitato con l'obiettivo di realizzare una linea tranviaria, che correndo lungo la strada cantonale collegasse Chiasso a Riva San Vitale, passando per Mendrisio. Al progetto partecipò anche la SATEC, esercente la rete tranviaria di Como, interessata ad un collegamento fra la città lariana e le rive del Ceresio.

Parata per le strade di Chiasso con il binario tranviario

Il 26 settembre 1907 venne accordata la concessione federale per l'impianto e la gestione della linea, di durata ottantennale; il successivo 29 dicembre il comitato costituì la società Tram Elettrici Mendrisiensi (TEM) e la linea venne inaugurata il 9 maggio 1910.
La linea conobbe ben presto buoni livelli di traffico, sia locale sia turistico; erano infatti in vendita biglietti cumulativi con le tranvie comensi e con la ferrovia del Monte Generoso.
Negli anni trenta, a causa dell'obsolescenza del materiale e del progressivo aumento del traffico stradale, la società propose la sostituzione della tranvia con una moderna filovia, seguendo l'esempio di Como in cui era in costruzione la rete filoviaria. Non se ne fece nulla e il 1º maggio 1948 si giunse alla soppressione della tratta meno frequentata, quella da Mendrisio a Riva San Vitale; la tratta restante seguì lo stesso destino il 1º gennaio 1951, venendo sostituita da un servizio di autobus. La TEM cambiò ragione sociale nel 1953 in Autolinea Mendrisiense (AMSA).

## Caratteristiche
La Chiasso-Riva San Vitale era una linea tranviaria a scartamento metrico, elettrificata in corrente continua alla tensione di 800 V. Il binario era singolo e correva totalmente in sede promiscua lungo la strada cantonale.
La linea aveva una lunghezza di 11,854 km, armata per la maggior parte con rotaie Phoenix e in minor parte con rotaie Vignoles. La pendenza massima era del 75‰ e il raggio minimo delle curve di 25 m.
Il deposito con officina di riparazione era a Chiasso, in località Boffalora; esisteva anche una piccola rimessa vetture a Capolago.

### Percorso
|  | Unused urban continuation backward |

| Unknown route-map component "uexCONTgq" | Unknown route-map component "uexABZg+r" |

|  | Unknown route-map component "uexKBHFe" |

|  | Unknown route-map component "GRZq" |

|  | Unknown route-map component "uexKBHFa" |

|  | Unknown route-map component "uexBHF" |

|  | Unknown route-map component "uexBHF" |

|  | Unknown route-map component "uexBHF" |

|  | Unknown route-map component "uexBHF" |

|  | Unknown route-map component "uexBHF" |

|  | Unknown route-map component "uexBHF" |

| Unknown route-map component "STR+l" | Unknown route-map component "uxmKRZo" |

| Station on track | Unknown route-map component "uexBHF" |

| One way rightward | Unused straight waterway |

|  | Unknown route-map component "uexKBHFe" |

La linea aveva inizio a Chiasso, immediatamente a nord della barriera confinaria, e pertanto a pochi metri di distanza dal capolinea delle tranvie comensi che si trovava dall'altro lato del confine. Quindi percorreva la strada cantonale toccando Balerna, Mendrisio e Capolago; qui la linea piegava verso ovest, sempre in sede stradale, giungendo infine a Riva San Vitale.

## Parco rotabili
Sulla linea erano in servizio 7 elettromotrici bidirezionali a due assi, costruite dalla Schlieren con parte elettrica Oerlikon; erano classificate, secondo l'uso svizzero, Ce 2/2 1 ÷ 7. Di queste, la n. 4 venne venduta nel 1918 alla rete di Zurigo.
Dopo la cessazione dell'esercizio tranviario, le elettromotrici 2, 3 e 5 furono cedute alla ferrovia Lugano-Cadro-Dino per l'effettuazione del servizio urbano, e rimasero in servizio fino al 1968. Le altre motrici furono vendute o demolite.